# E461 (ruta europea)
La ruta europea  E461  és una carretera que forma part de la Xarxa de carreteres europees de classe B a la República Txeca i Àustria, connectant les ciutats Svitavy, Brno i Viena.

## Ruta
- - Svitavy
  - E50, E65, E462 Brno
- - E49, E58, E59, E60 Viena